# Sangaku

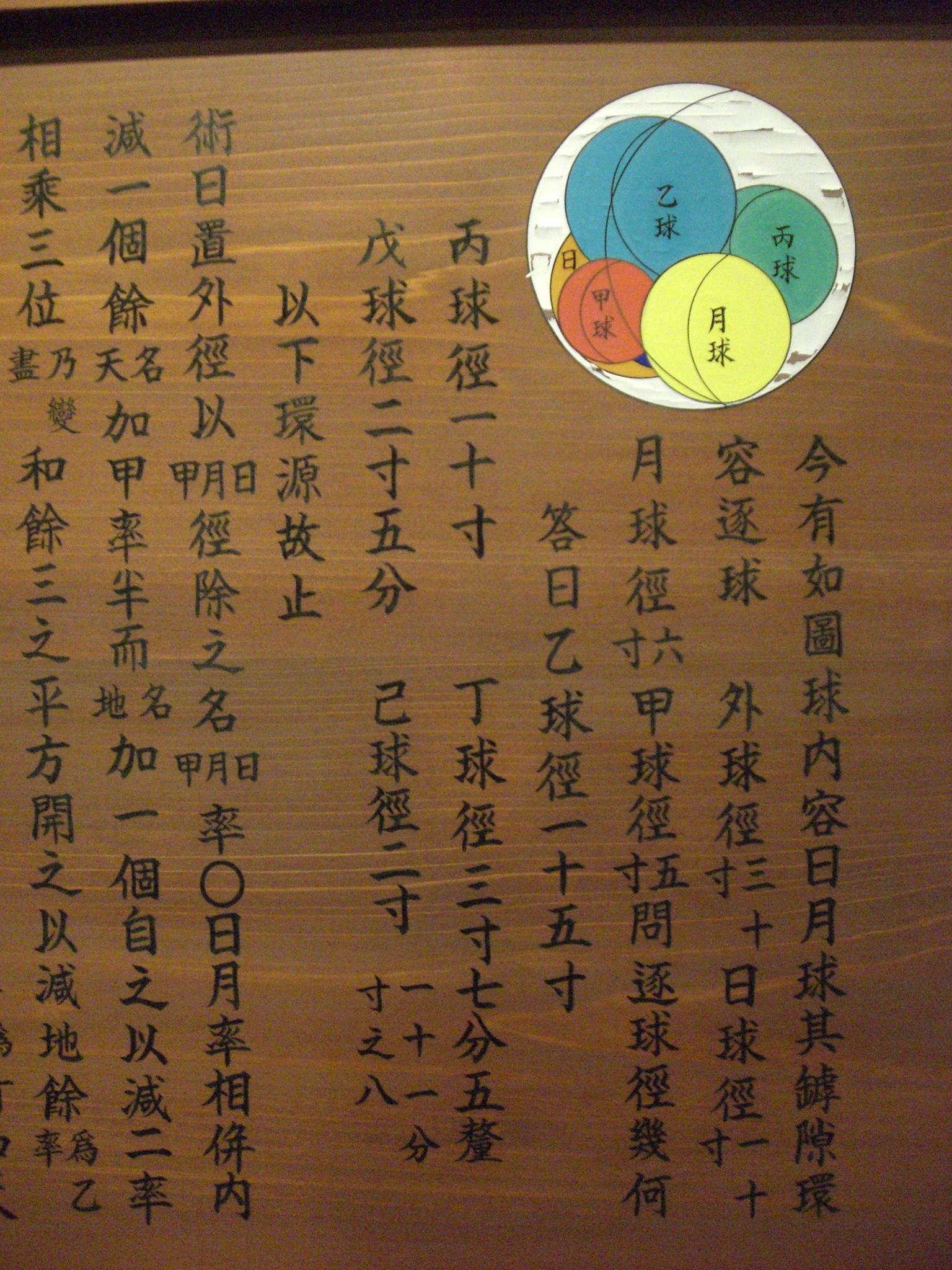
Sextet de Soddy en un sangaku

Un Sangaku és una tauleta de fusta amb problemes o teoremes de geometria. Eren dipositades en temples o santuaris com a ofrenes votives als déus o com a desafiaments als congregats i visitants, escrits en kanbun, una forma antiga de japonès. Aquestes tauletes son del segle XVII o successius.
Cada tauleta Sangaku conté entre 1 i 10 problemes, i cada problema està format de la següent manera: a dalt (o a la dreta) de la tauleta s'ubiquen les figures geomètriques; a baix (o a l'esquerra) es troben les preguntes i solucions (procediment, resposta, o ambdues si n'hi ha).
Els seus primer estudiosos en el segle xx, van ser els matemàtics Dan Pedoe i Fukagawa Hidetoshi.
- Sangaku de Konnoh Hachimangu (1859)
- Sangaku de Konnoh Hachimangu (1850)
- Sangaku d'Enmanji
- Sangaku de Konnoh Hachimangu (1864)
- Sangaku de Miminashi
- Sangaku d'Isaniwa Jinja (1873)
- Reproducció del Sangaku d'Atsuna
- Sangaku de Tenmangu-Ikeda